# Lophostemon confertus
Lophostemon confertus là một loài thực vật có hoa trong Họ Đào kim nương. Loài này được (R.Br.) Peter G.Wilson & J.T.Waterh. mô tả khoa học đầu tiên năm 1982.

## Hình ảnh

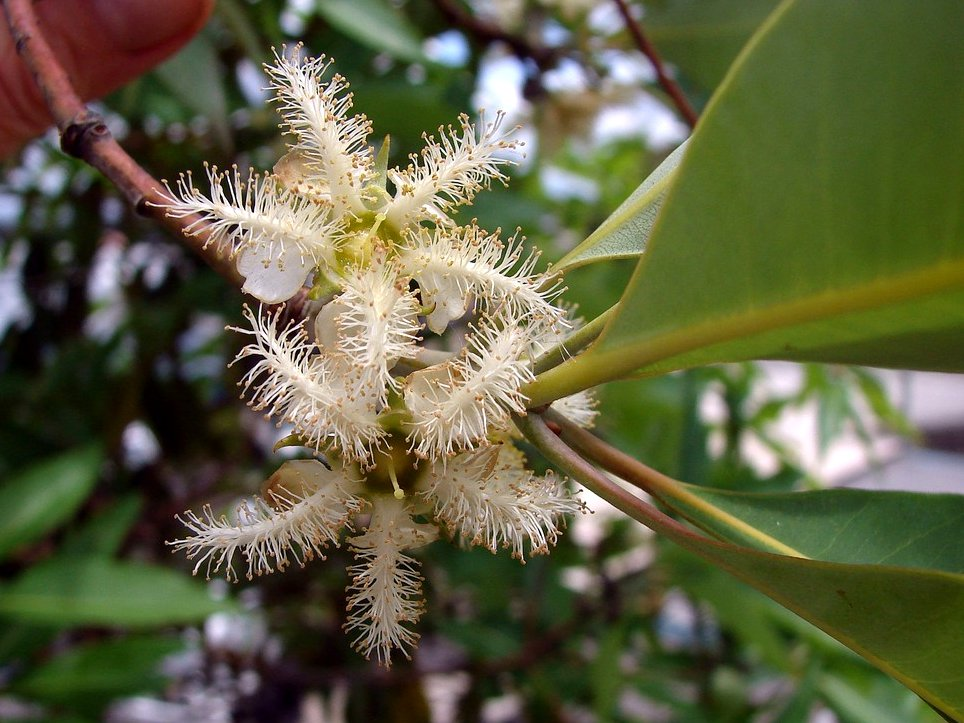
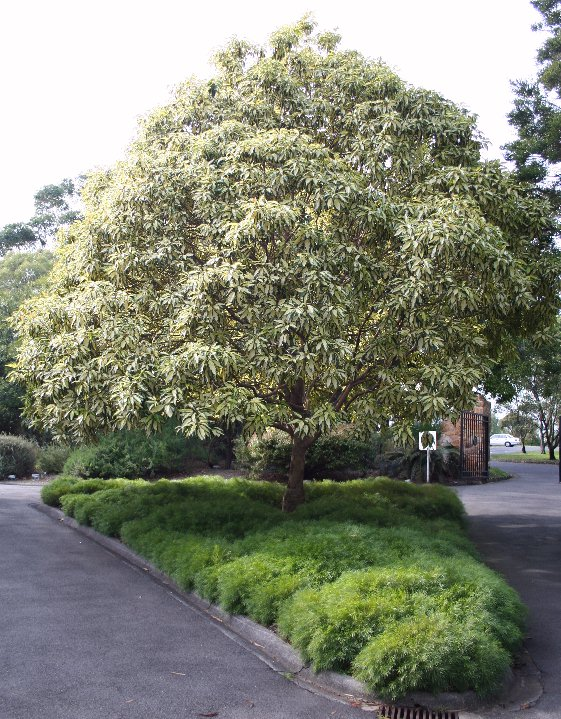
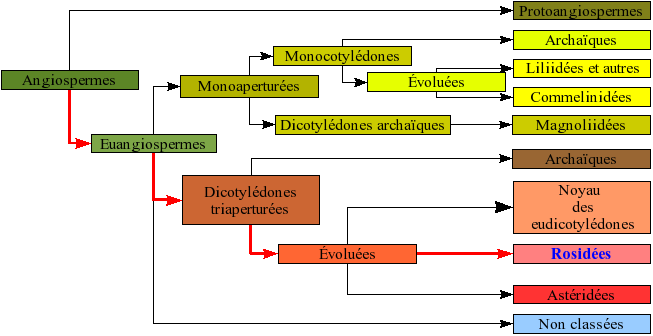
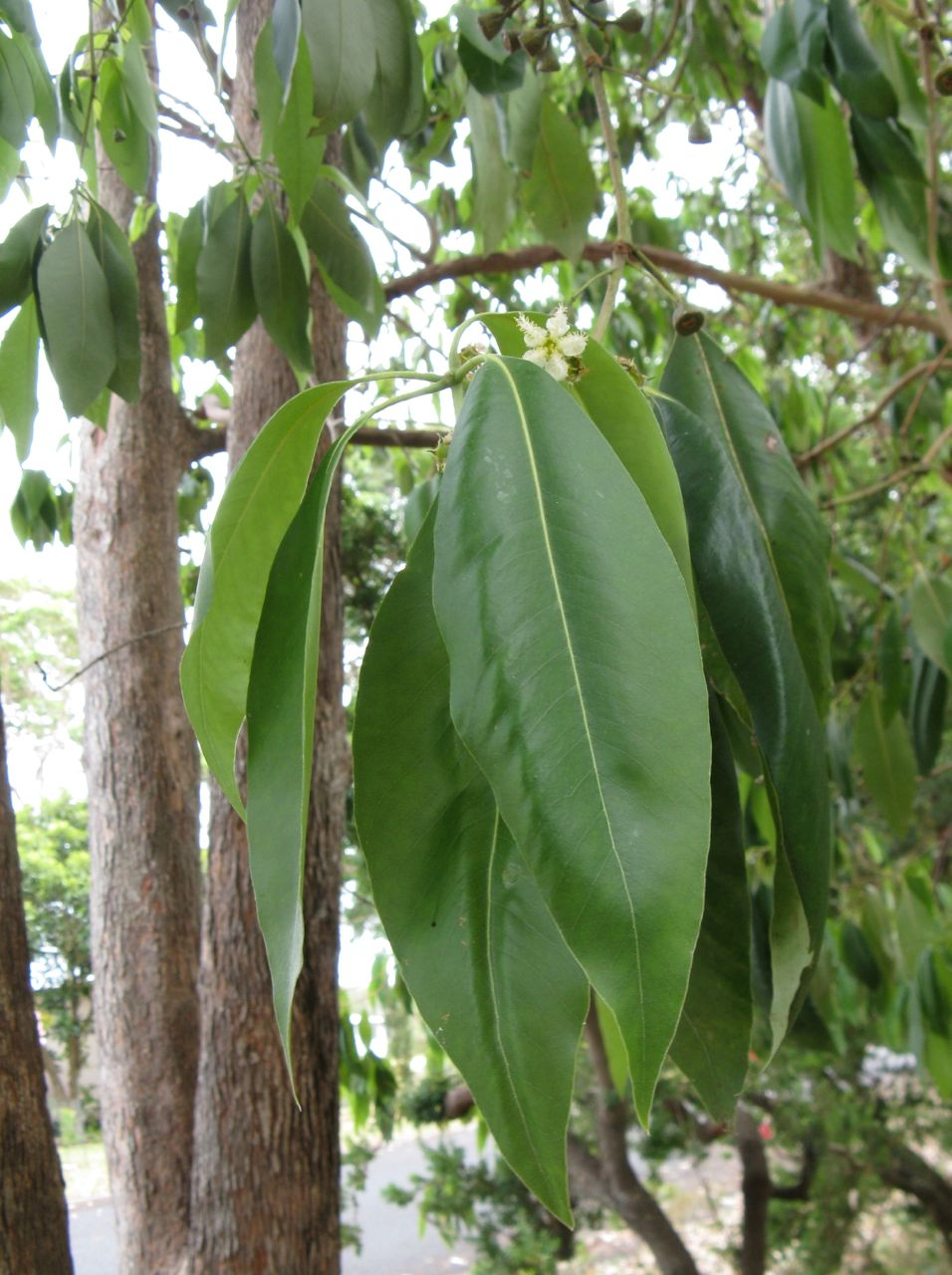